# Chaoyangia beishanensis
Chaoyangia beishanensis (Чаоянгія) — викопний вид птахів ряду Chaoyangiformes, що мешкав у ранньому крейдяному періоду (120 млн років тому). Викопні рештки (номер за каталогом музею IVPP V9934) були виявлені у пластах формації Jiufotang недалеко від міста Чаоян в провінції Ляонін, Китай у 1993 році. Цей вид відомий з одного викопного зразка, що складається з частини скелета, в тому числі хребців, ребер, стегон і верхньої частини ніг./ Описаний китайськими дослілниками Лінхаєм Хоу і Цзян Юн Чжаном. Назва роду «Chaoyangia» стосується міста Чаоян, неподалік якого знайшли рештки; видова назва «beishanensis» — від назви міста Бейшан, що знаходить рядом.
Розмір тіла Chaoyangia оцінюється приблизно в 20 —25 сантиметрів у довжину. Задні ноги міцні і досить довгі зі стегновою кісткою завдовжки в 45 мм.